# Carron Company
Pour les articles homonymes, voir Carron.

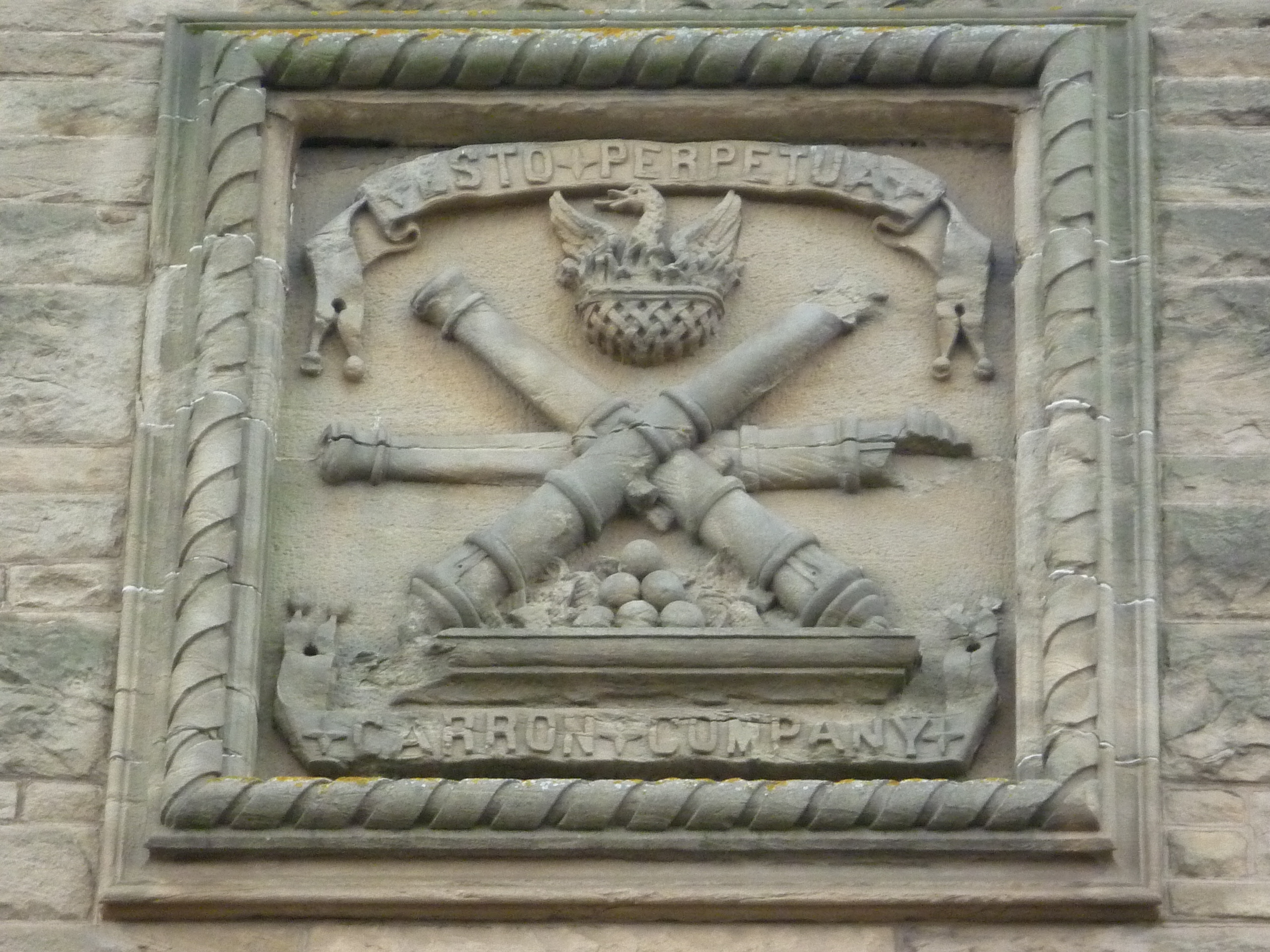
La marque déposée de Carron Company sur l'un des travaux de Carron.

La Carron Company est une petite usine sidérurgique fondée en 1759 sur les bords de la Carron, dans le Stirlingshire, au sud de l’Écosse près de Falkirk, où avait eu lieu une quinzaine d'années plus tôt une bataille contre les Jacobites. Grâce à elle, pour la première fois depuis, le charbon de bois permettant de couler la fonte est remplacé par du coke, extrait des mines, dans une perspective de grande échelle. Pilier de la révolution industrielle, elle deviendra une des premières sociétés sidérurgistes du XIXe siècle.

## Histoire

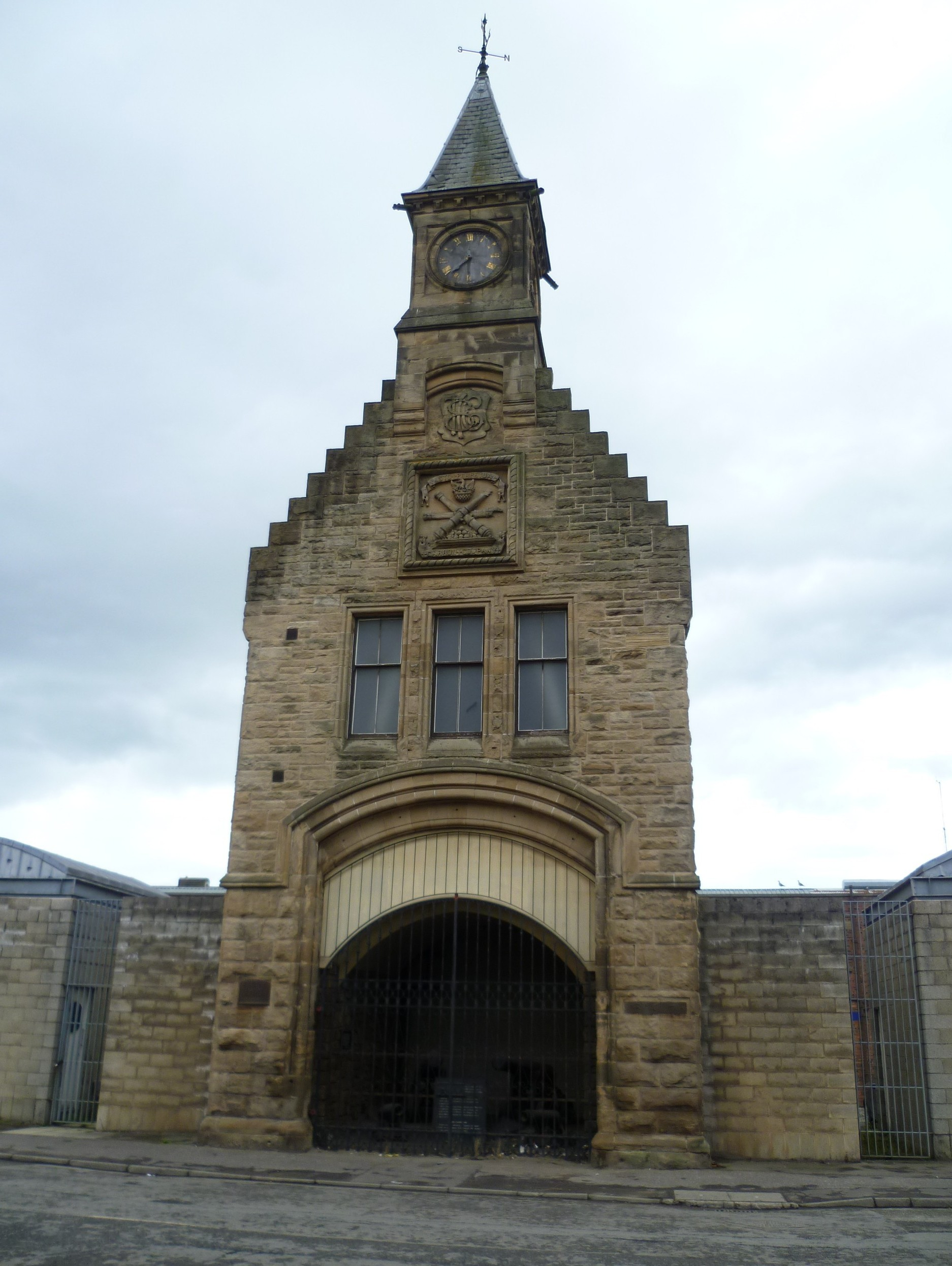
Entrée de Carron par la Tour à la cloche

Parmi les fondateurs et premiers associés, l'inventeur, scientifique, philosophe et industriel anglais John Roebuck, le marchand Samuel Garbett et l'armateur écossais William Caddell. Le premier nom est Roebucks, Garbett and Cadells. Elle utilise l'énergie hydraulique de la rivière Carron et les gisements de charbon de Bo'ness, sur la côte, qui servent depuis des décennies valoriser les marais salants.  
En 1750, seulement 5 % de la production de fonte est effectuée au coke, alors que le prix du charbon de bois a fortement augmenté à partir de 1730. En quinze ans, l'entreprise de John Roebuck a changé la donne : dès 1775, la proportion de fonte au coke passe 55 % et nécessite le recours à la machine à vapeur. 
Le 26 décembre 1760, le haut-fourneau est en place et produit de la fonte, de qualité encore moyenne. Un brevet sur l'acier malléable est déposé en 1762. En 1764, la société décroche un contrat pour fournir les forces armées britanniques, la Royal Navy souhaitant encourager cette innovation. Le sulfate de fer permet en particulier le placage au fer des canons et boulets de canon. À partir de 1765, John Roebuck tente de développer la production charbonnière mais se heurte au ruissellement, les machines de Thomas Newcomen ne parvenant pas à le vaincre, tandis que sa correspondance avec James Watt pour utiliser une machine à vapeur traîne en longueur. 
L'entreprise fabrique des pièces pour machine, des pots et bassines, mais sa production principale est les canons, avec des contrats aussi en Russie et en Espagne.
Le très exigeant et méticuleux Board of Ordnance de la Royal Navy retira à l'entreprise le marché en 1773, neuf ans après les premières commandes. L'Écosse était alors montrée du doigt après la faillite de l'Ayr Bank, basée à Ayr, qui avait innové par la grande quantité des billets de banque émise. La région subit une crise économique, dont le philosophe David Hume se plaint dans une lettre à Adam Smith du 17 juin 1173.
Entre 1773 et 1776, en prévision de la Guerre d'indépendance les commandes de canon pour la Royal Navy ont pourtant repris mais passent de la Carron Company à la Cyfarthfa Ironworks d'Anthony Bacon, qui a l'avantage d'être au milieu des mines de charbon du Pays de Galles. Le temps presse car le gouvernement est tenté par de larges importations de Russie et de Suède à des prix élevés. 
Le gendre de Samuel Garbett, l'ingénieur chimiste Charles Gascoigne (1738 – 1806), développa alors un nouveau type de canon, appelée « carronade », de courte portée reposant sur une faible vitesse de départ des projectiles, moins chers, et surtout plus sûrs,  adoptée par la Royal Navy en 1779. L'entreprise Cyfarthfa Ironworks avait entre-temps été dissoute en 1777. Charles Gascoigne resta dans l'entreprise de John Roebuck jusqu'en 1786, l'année où il partit réorganiser la production de canons en Russie.